# Takumi Shimohira
Takumi Shimohira (japanisch 下平 匠 Shimohira Takumi; * 6. Oktober 1988 in der Präfektur Osaka) ist ein japanischer Fußballspieler.

## Karriere
Shimohira erlernte das Fußballspielen in der Jugendmannschaft von Gamba Osaka. Seinen ersten Vertrag unterschrieb er 2007 bei Gamba Osaka. Der Verein spielte in der höchsten Liga des Landes, der J1 League. 2008 gewann er mit dem Verein den AFC Champions League. 2008 und 2009 gewann er mit dem Verein den Kaiserpokal. 2010 wurde er mit dem Verein Vizemeister der J1 League. Für den Verein absolvierte er 72 Erstligaspiele. 2012 wechselte er zum Ligakonkurrenten Omiya Ardija. Für den Verein absolvierte er 64 Erstligaspiele. 2014 wechselte er zum Ligakonkurrenten Yokohama F. Marinos. 2017 erreichte er das Finale des Kaiserpokal. 2018 erreichte er das Finale des J.League Cup. Für den Verein absolvierte er 82 Erstligaspiele. 2018 wechselte er zum Zweitligisten JEF United Chiba.

## Erfolge
Gamba Osaka
- AFC Champions League

Sieger: 2008
- J1 League

Vizemeister: 2010
- J.League Cup

Sieger: 2007
- Kaiserpokal

Sieger: 2008, 2009
Yokohama F. Marinos
- J.League Cup

Finalist: 2018
- Kaiserpokal

Finalist: 2017